# Савицкий, Константин Аполлонович
Константи́н Аполло́нович Сави́цкий (25 мая [6 июня] 1844, Таганрог — 31 января [13 февраля] 1905, Пенза) — русский живописец-жанрист, сторонник реализма, важная фигура в художественной жизни времён «великих реформ» и «контрреформ», педагог; отец и наставник баталиста Георгия Савицкого, друг пейзажиста Ивана Шишкина, соавтор знаменитой картины «Утро в сосновом лесу». Действительный член (с 1895) и академик (с 1897) Императорской Академии художеств. Преподаватель Училища барона Штиглица в Санкт-Петербурге (в 1883–1889) и Училища живописи, ваяния и зодчества в Москве (в 1891–1897), первый директор Пензенского художественного училища (с 1898).

## Биография

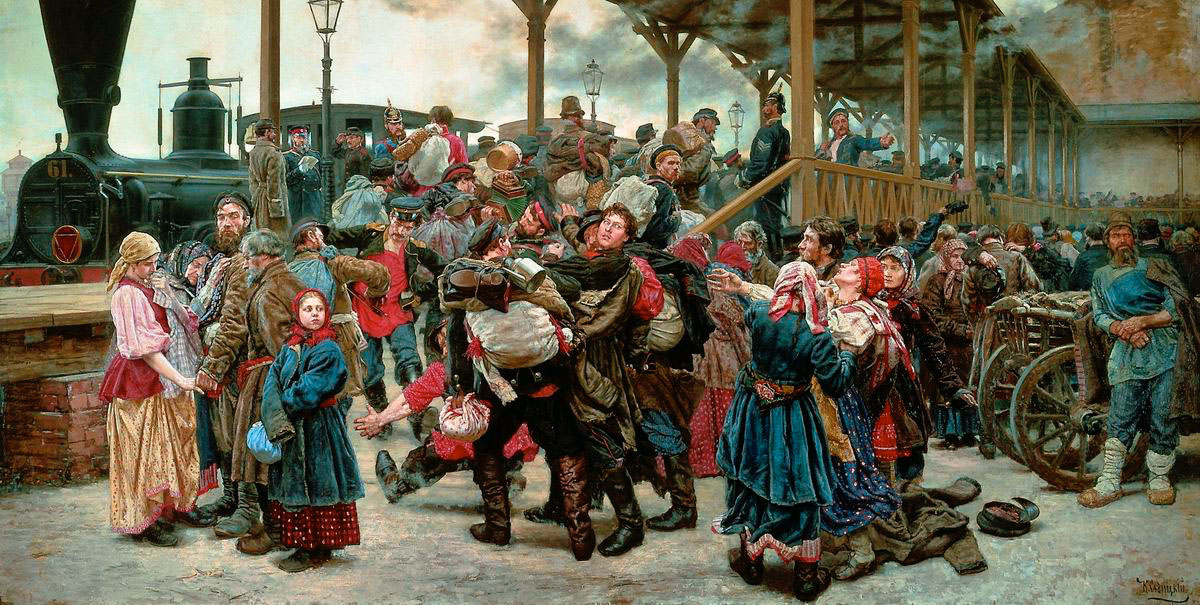
«На войну», 1888, холст, масло — Русский музей.

Родился в Таганроге в семье военного врача (село Красный холм, позднее — Бароновка). Был определён на обучение в Таганрогскую классическую мужскую гимназию.
Рано потеряв родителей, был отдан родственниками на воспитание в частный пансион при Лифляндской дворянской гимназии в местечке Биркенруэ Венденского уезда Лифляндской губернии, по окончании которого в 1862 году, К. А. Савицкий поступил в Императорскую Академию художеств в класс исторической живописи. Учился у профессоров Фёдора Бруни, Алексея Маркова и Павла Чистякова.
За время учёбы в Академии награждён семью медалями: в 1868 году три малые серебряные за картину «Шарманщик», в 1869 году большая серебряная за эскиз «Распятие Христа», в 1870 большая серебряная и большая поощрительная за картины «Посещение больного сына» и «Часовой у порохового погреба». В 1871 году за программу «Каин и Авель» награждён малой золотой медалью, после чего отправлен Академией за границу, где по 1874 год получал стипендию императора Александра II. После посещения художественных академий Дрездена и Дюссельдорфа, жил и работал в Париже, увлекался гравюрой по металлу.
С 1872 года экспонент, с 1878 года — член Товарищества передвижных художественных выставок. В 1878 году выставлялся на Всемирной выставке в Париже, в 1882 на Всероссийской художественно-промышленной выставке в Москве.
После трагической гибели жены в феврале 1875 года вернулся в Россию, поселившись в Динабурге, где художник создал несколько своих самых значительных произведений: «Встреча иконы» (1878), «На войну» (1880).
Сыновья: Георгий и Андрей.

### Педагогическая деятельность

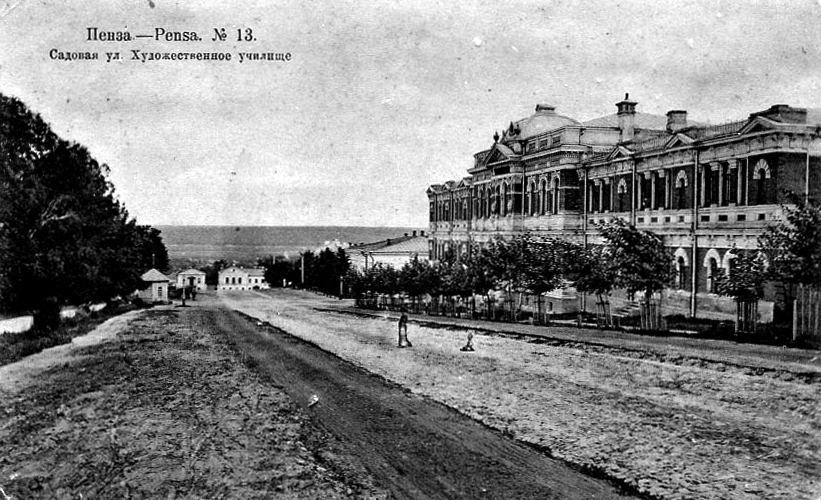
Пензенское художественное училище имени Николая Дмитриевича Селивёрстова.

С 1883 по 1889 годы К. А. Савицкий жил в Санкт-Петербурге и преподавал в Центральном училище технического рисования барона А. Л. Штиглица. В 1891 переехал в Москву преподавателем в Московское училище живописи, ваяния и зодчества. С 1894 года руководил в Училище натурным классом. С 1895 года — действительный член Императорской Академии художеств, в 1897 году «за известность на художественном поприще» К. А. Савицкому присвоено звание академика живописи.
Согласно завещанию генерал-лейтенанта Николая Селивёрстова, застреленного в 1890 году в Париже польским социалистом Сигизмундом Падлевским, в собственность городской казны города Пензы перешли 300 тысяч рублей и коллекция собранных генералом книг и картин с условием организации в Пензе художественной школы, которая должна была носить имя наследодателя.
Первым директором вновь учреждённых картинной галереи и художественного училища имени Н. Д. Селивёрстова в Пензе, поступивших в ведение Императорском Академии художеств и Министерства императорского двора в 1898 году, был назначен Константин Савицкий; художник лично разработал программу обучения, внёс изменения в планировку здания, лучшие выпускники Училища зачислялись без экзаменов в Императорскую Академию художеств. Благодаря Савицкому в Пензу были направлены в 1898 году XXVI и в 1901 году XXIX передвижные художественные выставки.
К. А. Савицкий возглавлял Училище до момента своей смерти 31 января (13 февраля) 1905 года. Похоронен на Митрофановском кладбище в Пензе.

## Галерея

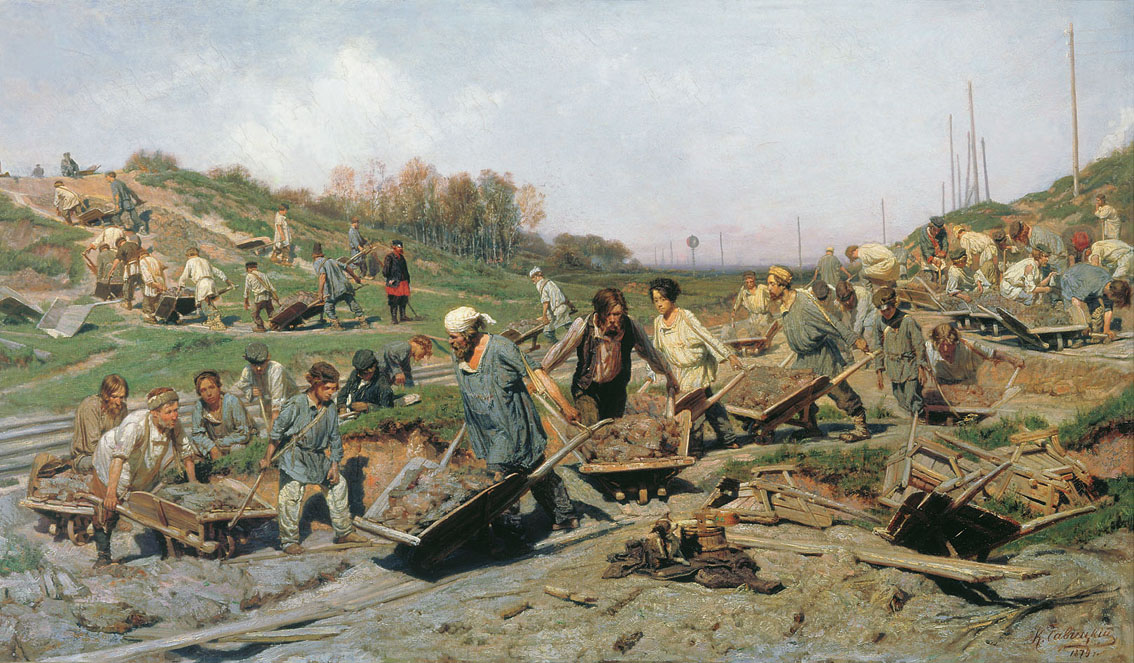
«Ремонтные работы на железной дороге» 1874, холст, масло — ГТГ
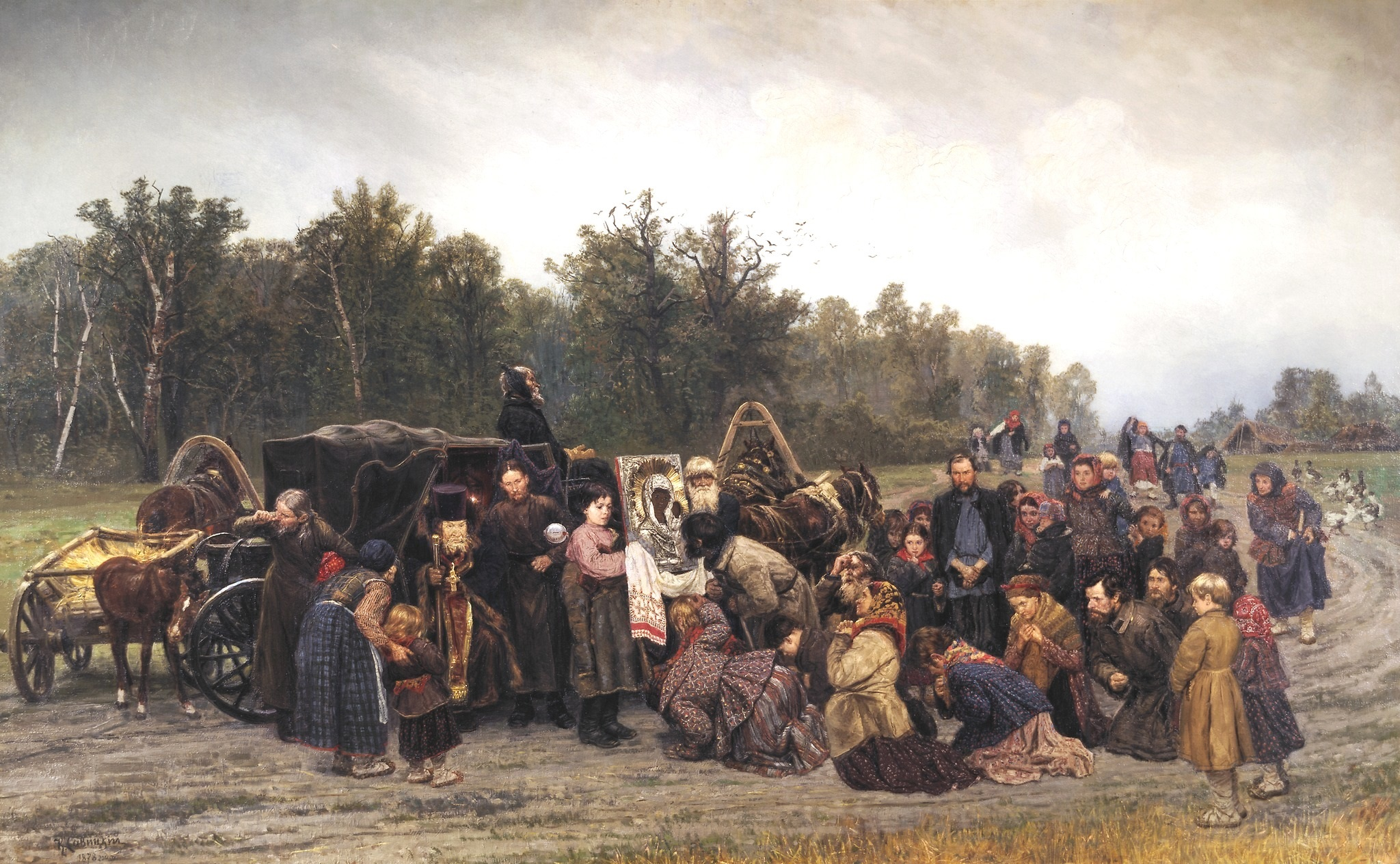
«Встреча иконы» 1878, холст, масло — ГТГ
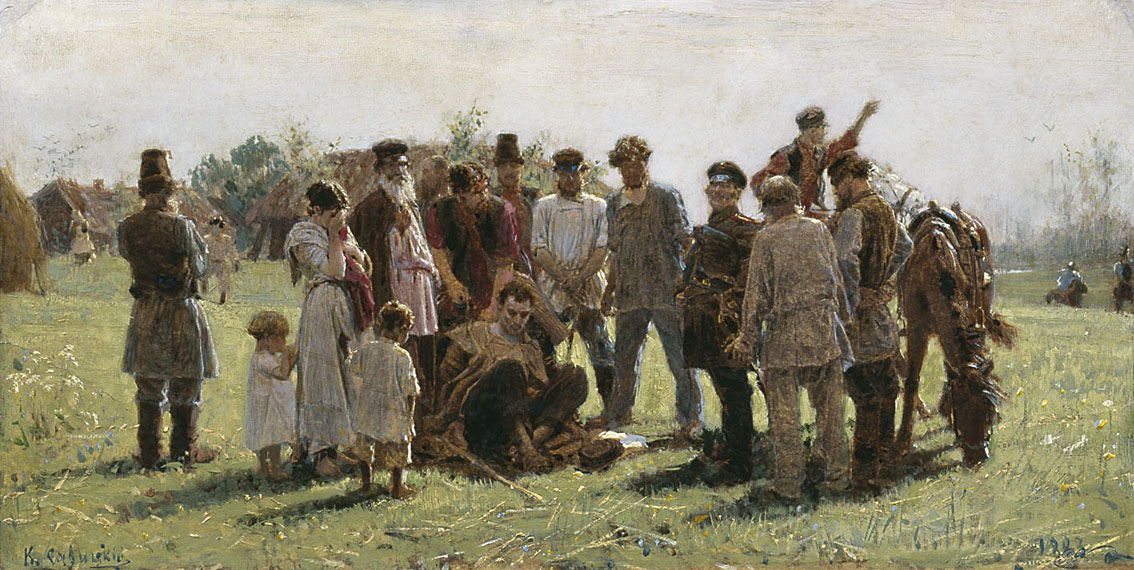
«Беглый» 1883, холст, масло — ГТГ
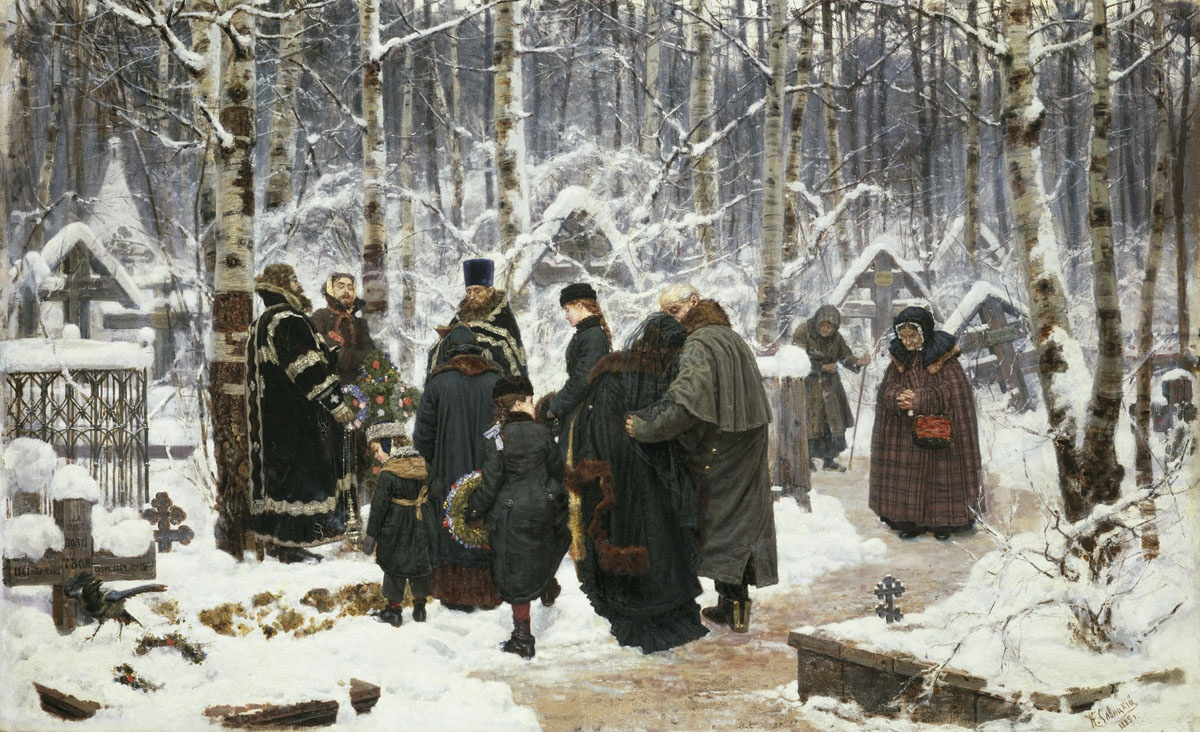
«Панихида в 9-й день на кладбище» 1885, холст, масло — ГТГ
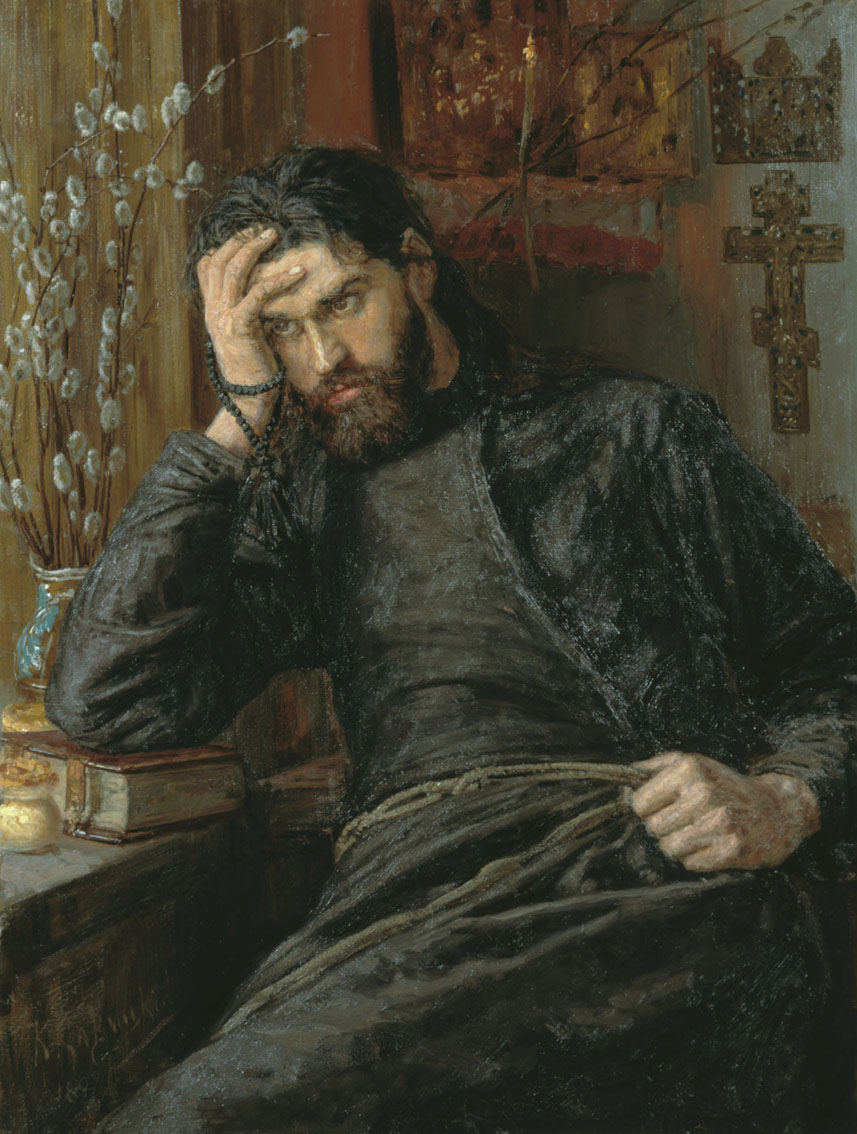
«Инок» 1887, холст, масло — Пензенская областная картинная галерея имени К. А. Савицкого
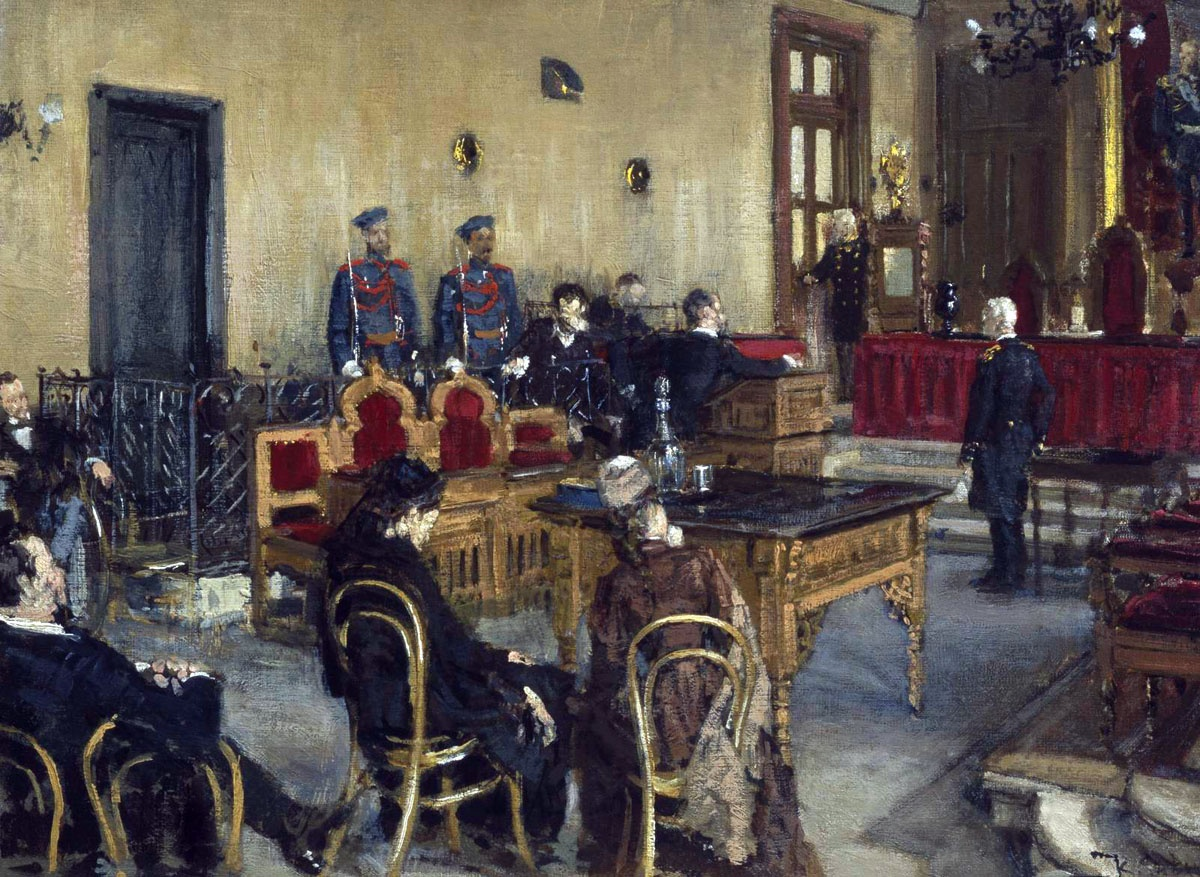
«В ожидании приговора суда» 1895, холст, масло — ГТГ

## «Утро в сосновом лесу»

Памятник К. А. Савицкому в Пензе

Один из известных случаев соавторства в живописи, обросший множеством противоречивых слухов — совместная работа Константина Савицкого и Ивана Шишкина над картиной «Утро в сосновом лесу».
Заметка, написанная женой Константина Аполлоновича, Валерией Ипполитовной Дюмулен, по поводу картины «Утро в сосновом лесу»:

Константин Аполлонович, работая над картиной «На войну» в мастерской школы Штиглица, далее задумал новую вещь, увлекся страшно, проработал всю ночь и был готов большой эскиз «Медведи в лесу». Зашёл Шишкин, вещь ему очень понравилась, и К.А. сказал: «Ну давай работать вместе. Ты лес знаешь лучше меня» (я думаю, что в то время [это] была, пожалуй, первая вещь, которую художники стали писать коллективно) что, к сожалению, благодаря ревнивому отношению И.И. к своим работам, поселило недоразумение. У И.И. были целые сундуки этюдов леса. Все же, эскиз был сделан К.А. в той же композиции в которой сейчас существует эта картина.
В картинах Шишкина К. А. всегда ему писал фигуры (далее неразборчиво) тарантас в картине Шишкина «Дождь в лесу» написал К.А.. К.А. сделал несколько этюдов в Зоологическом саду с медведя и медведицы, которых изучил с большим удовольствие. […] картина была окончена и была выставлена на Передвижной в помещении Поощрения художников. Вещь имела успех; П. М. Третьяков тотчас же купил её. Успех этой вещи Шишкин […] и он стал приписывать только себе. К.А. был страшно этим возмущен […] и замазал свою подпись под картиной, которую, если вглядеться, можно заметить в левом углу картины. Поступком Шишкина были возмущены все товарищи.

По другим свидетельствам до покупки картины Павлом Третьяковым, на ней стояли подписи двух художников: Шишкина и Савицкого. После покупки Третьяков стёр подпись Савицкого с картины, — так как был с Савицким в недоброжелательных отношениях, из-за истории с его картиной «Встреча иконы».

## Увековечение памяти

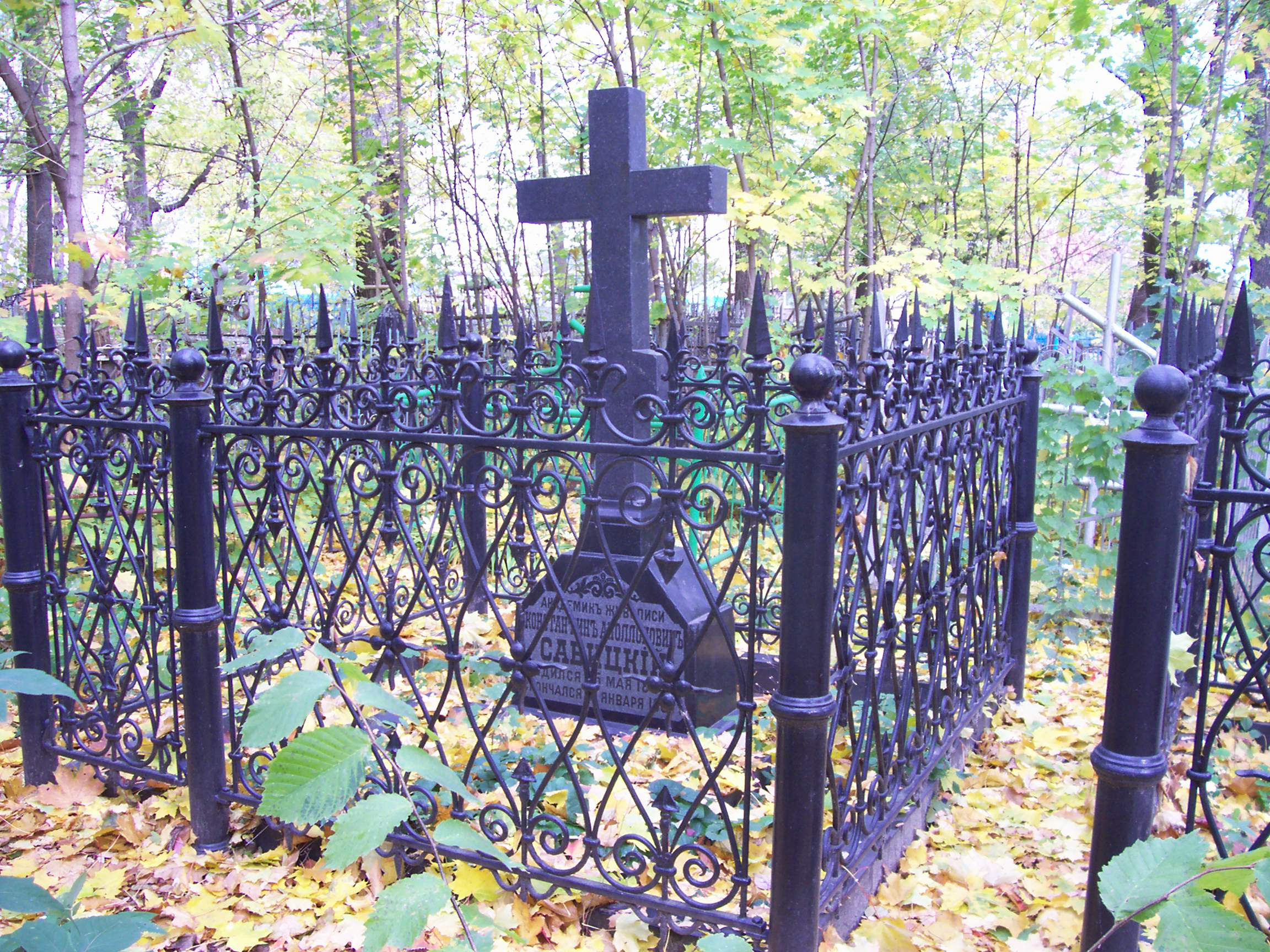
Могила К. А. Савицкого на Митрофановском кладбище в Пензе

Именем Константина Савицкого названы:
- - улица в Пензе (1950 год)[21],
  - Пензенская областная картинная галерея[22]
  - В 1955 году в СССР была выпущена серия почтовых марок к 50-летию со дня смерти художника К. А. Савицкого[23].
  - Пензенское художественное училище (1955 год)[24].
- На здании Пензенского художественного училища установлена мемориальная доска, посвящённая выдающемуся живописцу.
- В 1980-х годах в Пензенской областной картинной галерее был создан мемориальный музей К. А. Савицкого.
- В 2011 году на территории Губернаторского дома в Пензе установлен памятник живописцу[25].

Почтовые марки и почтовый блок
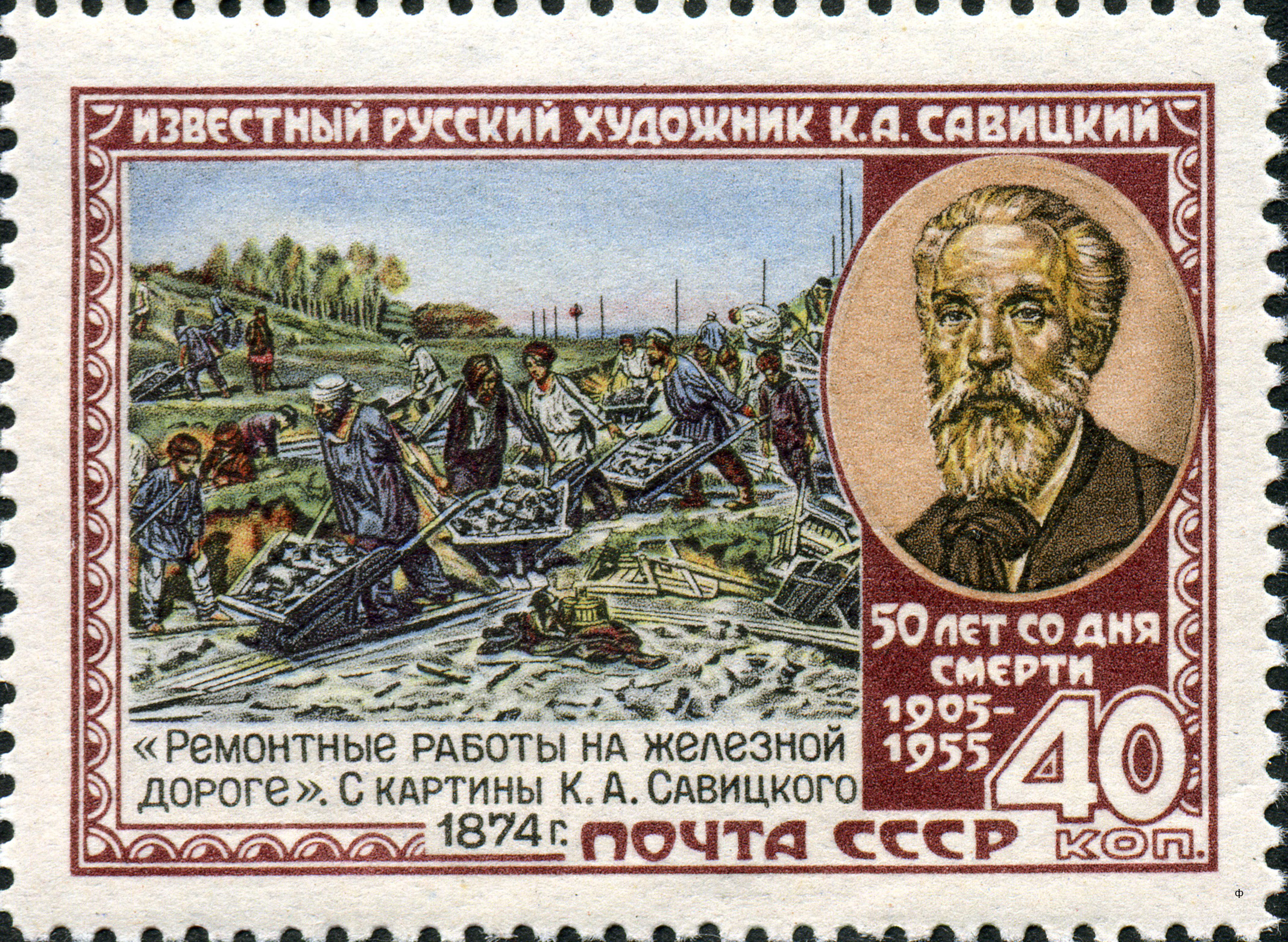
Почтовая марка 1955 года. 50-летие со дня смерти художника К. А. Савицкого. Портрет на фоне картины «Ремонтные работы на железной дороге».
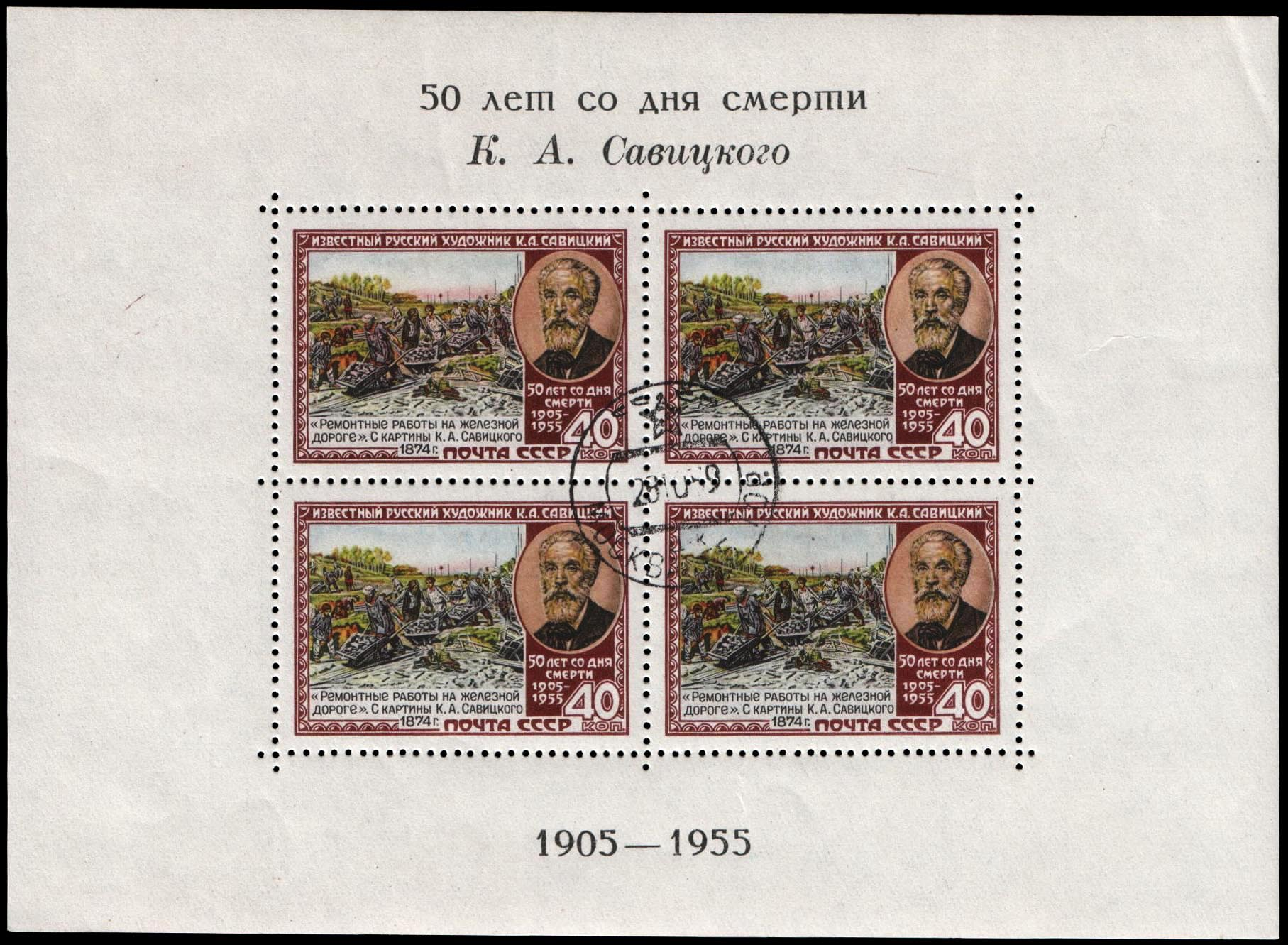
Почтовый блок

## Комментарии
1. ↑  Первая жена художника Савицкая Екатерина Ивановна, урождённая Митрохина (1838—1875) покончила жизнь самоубийством в Париже[10].
2. ↑  Первый вариант картины[8], впоследствии разрезанный художником на части.
3. ↑  Губернатор Пензенской губернии с 1867 по 1872 год.
4. ↑  Умер в служебной квартире при Училище от паралича сердца[15].
5. ↑  От второго брака в 1886 году с Савицкой Валерией Ипполитовной[16], урождённой Дюмулен (1867—1950), у К. А. Савицкого было семеро детей[15].